# Pilea symmeria
Pilea symmeria es una especie de planta del género Pilea, perteneciente a la familia Urticaceae.

## Taxonomía
Pilea symmeria fue descrita por Hugh Algernon Weddell en 1856.

## Distribución
Se encuentra en el territorio del Himalaya hasta el sur del Tíbet.